# Ana Sofía Gómez
Ana Sofía Gómez Porras (Ciudad de Guatemala, 24 de noviembre de 1995) Es una gimnasta guatemalteca. Ganadora de 4 medallas de oro en juegos centroamericanos

## Trayectoria
Inició en la práctica de la gimnasia a edad muy temprana, ya que su madre había tomado la recomendación de un familiar debido a que Sofía se comportaba muy inquieta en el hogar. La primera competencia de la joven atleta tuvo lugar en Huehuetenango a los siete años. Pronto el talento de la niña se hizo notar y para 2005 empezó a entrenar con los esposos Elena Boboc y Adrián Boboc, quienes tenían un año de residir en Guatemala.
Los Juegos Olímpicos de la Juventud 2011￼￼ fueron su debut internacional y en dicho evento tuvo una notable participación al posicionarse en el quinto puesto del concurso completo y cuarta en la viga de equilibrio.
Ya en los Juegos Panamericanos de 2011, obtuvo su primer éxito internacional con la conquista de la medalla de oro en la viga de equilibrio, siendo la primera victoria para su país en esta disciplina en la historia de la justa deportiva. También se agenció la medalla de plata en la competición individual general.
Días antes, en el Campeonato Mundial de Gimnasia, Gómez se había ubicado en el 50.º lugar de la clasificación del todo evento individual. En esa prueba, también había logrado la clasificación para los Juegos Olímpicos de Londres 2012, en enero de ese mismo año.

### Londres 2012
Previo a la competencia olímpica, Ana Sofía se entrenó en Estados Unidos y Rumania, junto a la selección de ese país, una de las mejores a nivel mundial.
En la primera prueba en Londres, se ubicó en la decimosexta posición de la calificación previa con un puntaje global de 56.132, que le valió la participación a la ronda final del concurso completo; en el que logró la 22.ª posición de la clasificación general con un puntaje total de 54.899, siendo el salto del potro el que le aportó la mejor calificación con 14.633.
El resultado en Londres no llenó sus expectativas, y llegó a plantearse el retiro de las competencias. Sin embargo, retornó el 2013 para los Juegos Centroamericanos de San José, Costa Rica, en el que conquistó la medalla de oro en el concurso completo, suelo y viga de equilibrio, plata en barras asimétricas, y bronce en el salto de potro.

### Juegos Panamericanos de Toronto
Gómez Porras retornó a los Juegos Panamericanos, esta vez realizados en Toronto (Canadá), y obtuvo su mejor resultado en la modalidad de piso al ganar la medalla de bronce.

### Juegos Olímpicos 2016
Gómez Retorno a los juegos olímpicos de Brasil en 2016 luego de su competencia en Toronto para poder ganar su mejor puntaje en su carrera. Con 21 años de edad y un vestuario muy guatemalteco compitió con entrenamiento previo en el extranjero para estar lista para Río 2016. A pesar de no haber clasificado ni haber ganado ninguna medalla, Gómez fue abanderada durante el desfile de las naciones. En el año 2017 anunció su retiro para dedicarse a sus estudios universitarios y convertirse en entrenadora gimnástica

## Vida privada
Ana Sofía terminó sus estudios básicos en el Instituto Normal Central para Señoritas Belén en 2011.